# Carex testacea
Carex testacea là một loài thực vật có hoa trong họ Cói. Loài này được Sol. ex Boott mô tả khoa học đầu tiên năm 1853.

## Hình ảnh

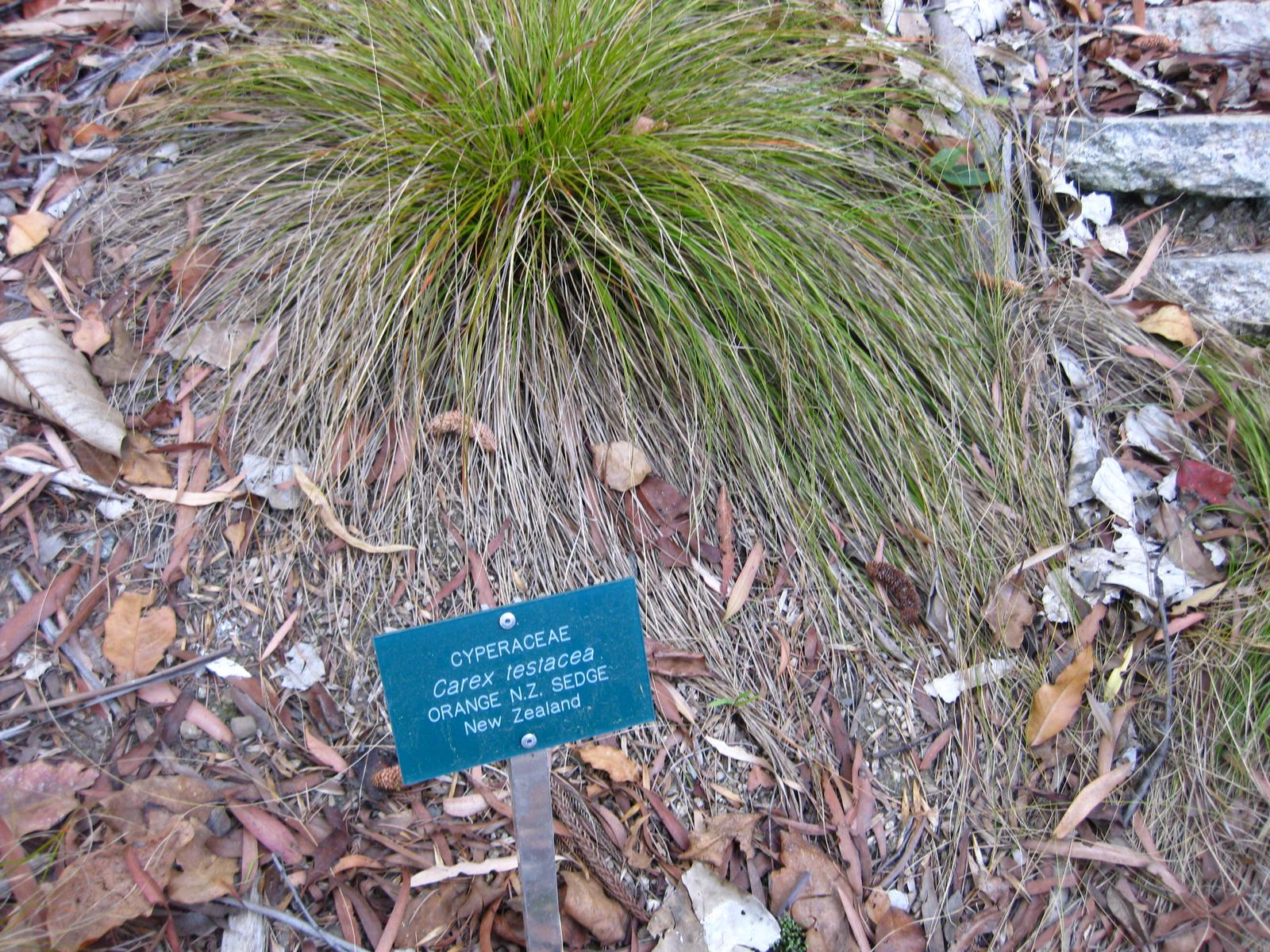
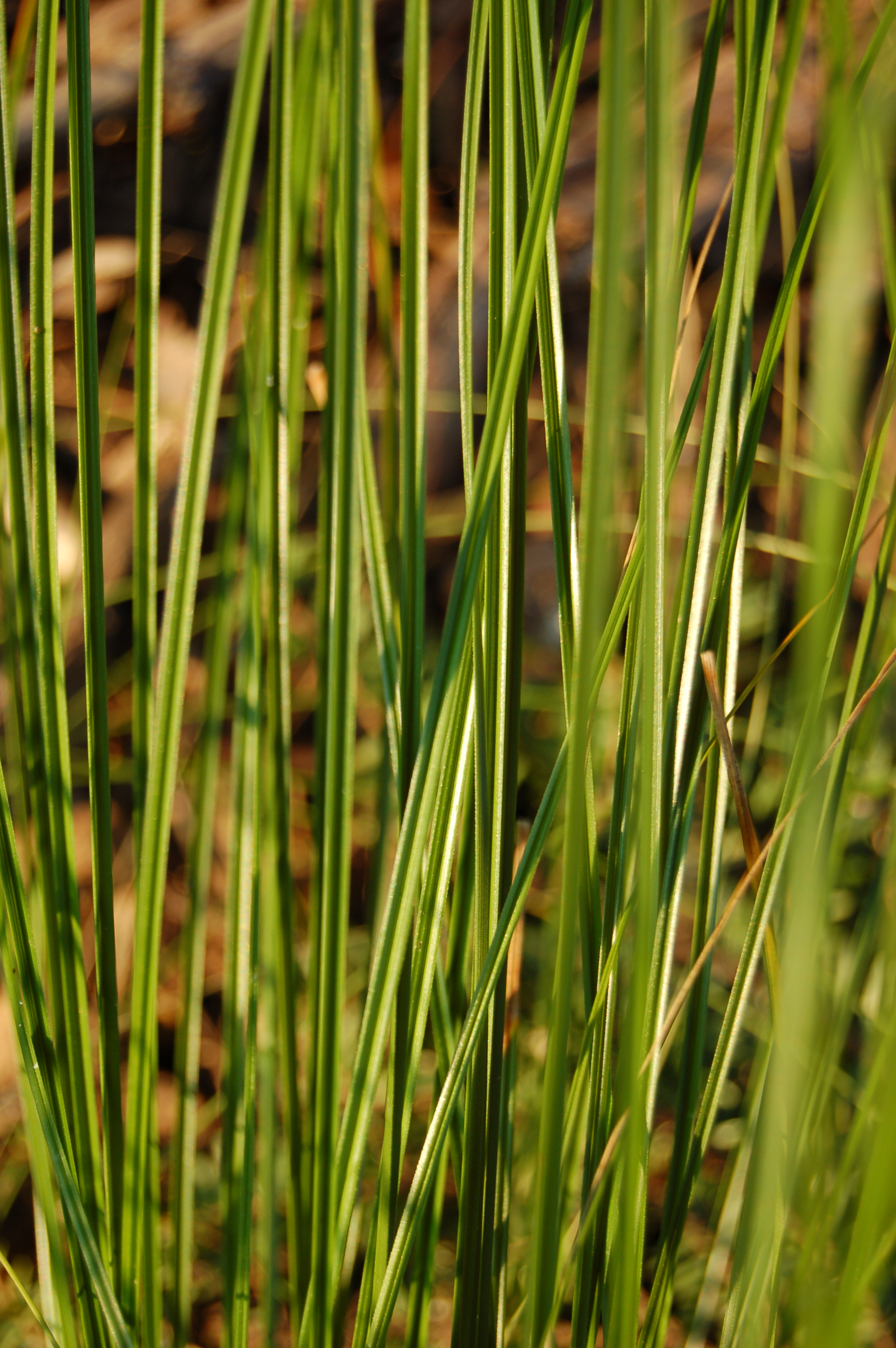
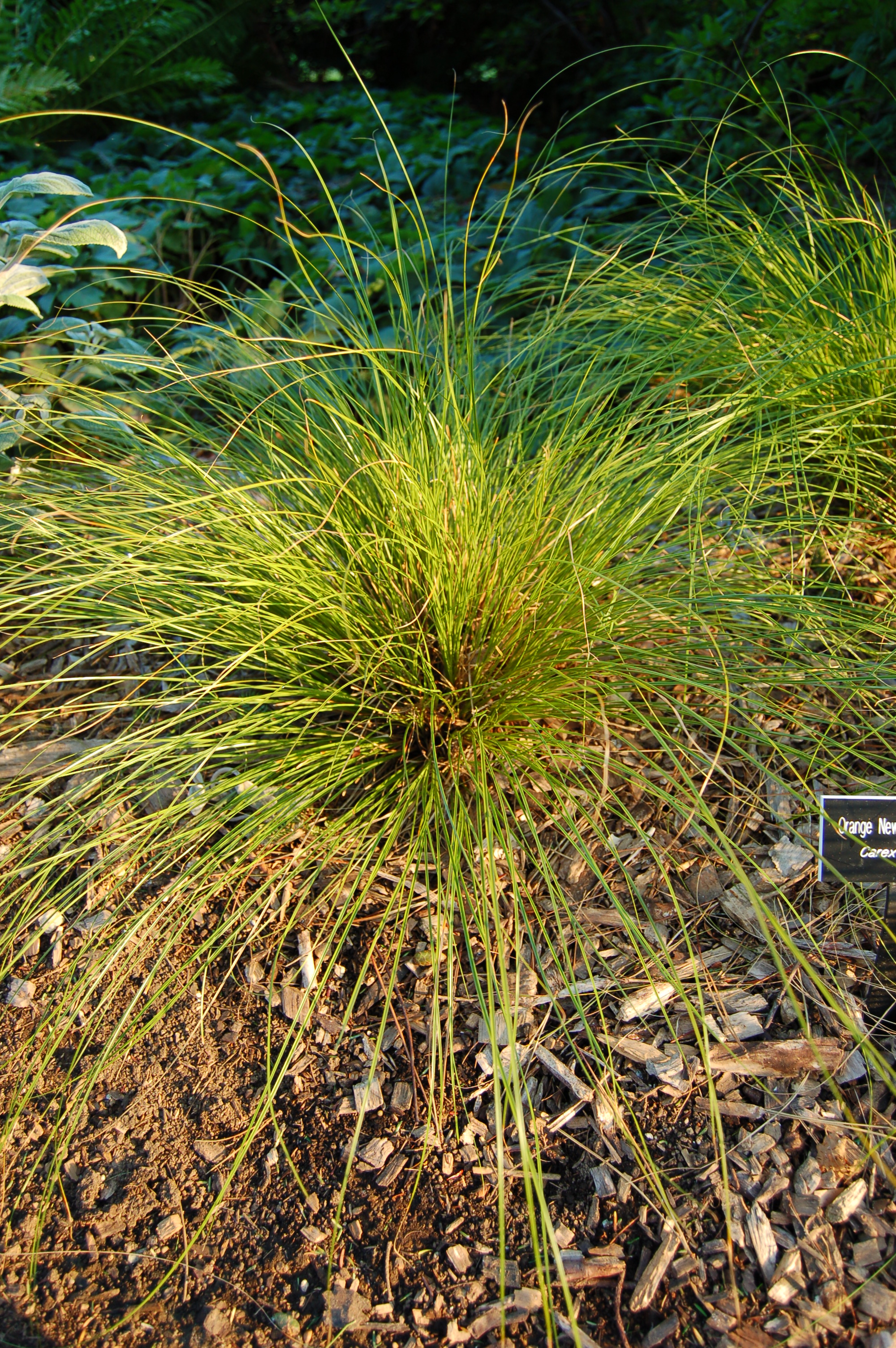
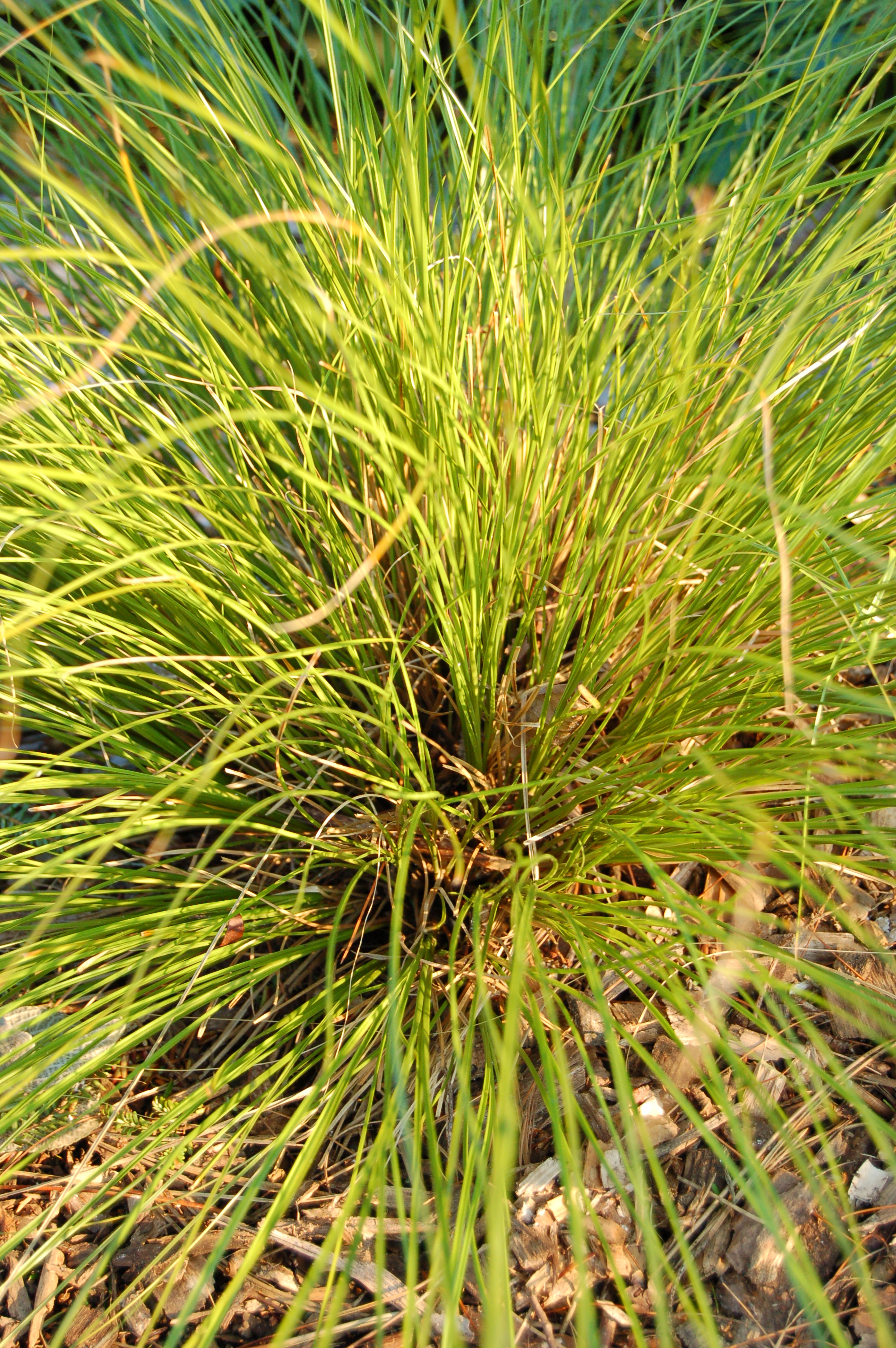